# Ramesh Chander Vohra
Ramesh Chander Vohra (né le 2 décembre 1949) est un entrepreneur, philanthrope et promoteur de la culture indienne en France. Installé en France depuis 1972, il est reconnu pour son engagement en faveur de la promotion de la culture indienne et pour ses efforts visant à honorer la mémoire des soldats indiens ayant combattu en France lors de la Première Guerre mondiale.
Parti d’Inde avec seulement huit dollars en poche et sans connaître un mot de français, Ramesh Chander Vohra a surmonté d’innombrables défis pour s’intégrer en France et y bâtir un parcours remarquable. Entrepreneur visionnaire, humanitaire engagé et historien passionné, il a fondé plusieurs restaurants indiens emblématiques, notamment les établissements AASHA et SAPNA. Ces derniers se sont distingués à l'époque comme les seuls restaurants indiens en France à proposer régulièrement des spectacles de danses traditionnelles et de musique indienne en direct, contribuant ainsi à la promotion vivante de la culture indienne. Il a également organisé de nombreux événements culturels visant à favoriser les échanges interculturels et à faire rayonner l’héritage indien en France.
Il est surtout reconnu pour son action exceptionnelle en faveur de la mémoire des soldats indiens ayant combattu lors de la Première Guerre mondiale. Le 31 août 2015, il initie et organise une cérémonie inédite de Shanti Prière – une prière interreligieuse pour la paix – au Mémorial indien de Neuve-Chapelle, rassemblant des représentants des quatre principales religions de l’Inde. Ce geste symbolique, destiné à réparer un siècle d’oubli, marque une étape importante dans les efforts de reconnaissance des contributions de l’armée indienne pendant le conflit,.
Son engagement inlassable pour faire revivre une mémoire effacée lui a valu des distinctions internationales, faisant de lui un véritable ambassadeur culturel de l’Inde en France, porteur d’un message de paix, de reconnaissance et d’unité.
Figure de stature internationale, Ramesh Chander Vohra est également reconnu pour son dévouement à la préservation de l'héritage indien, à la promotion de la paix et à la transmission de l'histoire, transcendant les frontières et les cultures.

## Biographie

### Jeunesse et formation
Ramesh Chander Vohra naît le 2 décembre 1949 à Shimla, en Inde, dans une famille ayant migré après la Partition des Indes de 1947. Dès son plus jeune âge, il se distingue par son engagement humanitaire. À 14 ans, il est honoré par le gouverneur du Pendjab pour ses nombreux dons de sang bénévoles. À 16 ans, il reçoit le titre de "Meilleur Scout du Pendjab" des mains du président indien Sarvepalli Radhakrishnan, en reconnaissance de son dévouement et de son esprit de service.
Il suit une formation technique en réfrigération et climatisation à l’Institut de formation industrielle (ITI), qui lui permet d’acquérir les compétences nécessaires pour entamer une carrière professionnelle.

### Arrivée en et débuts en France
En 1972, Ramesh Chander Vohra arrive en France avec seulement 8 dollars en poche. Pour survivre, il exerce divers métiers, notamment nettoyeur, pompiste, réparateur de pneus, caissier et DJ en discothèque. Malgré les obstacles linguistiques et culturels, il apprend rapidement le français et régularise son séjour en moins d’un an.

## Carrière

### Promoteur de la culture indienne en France

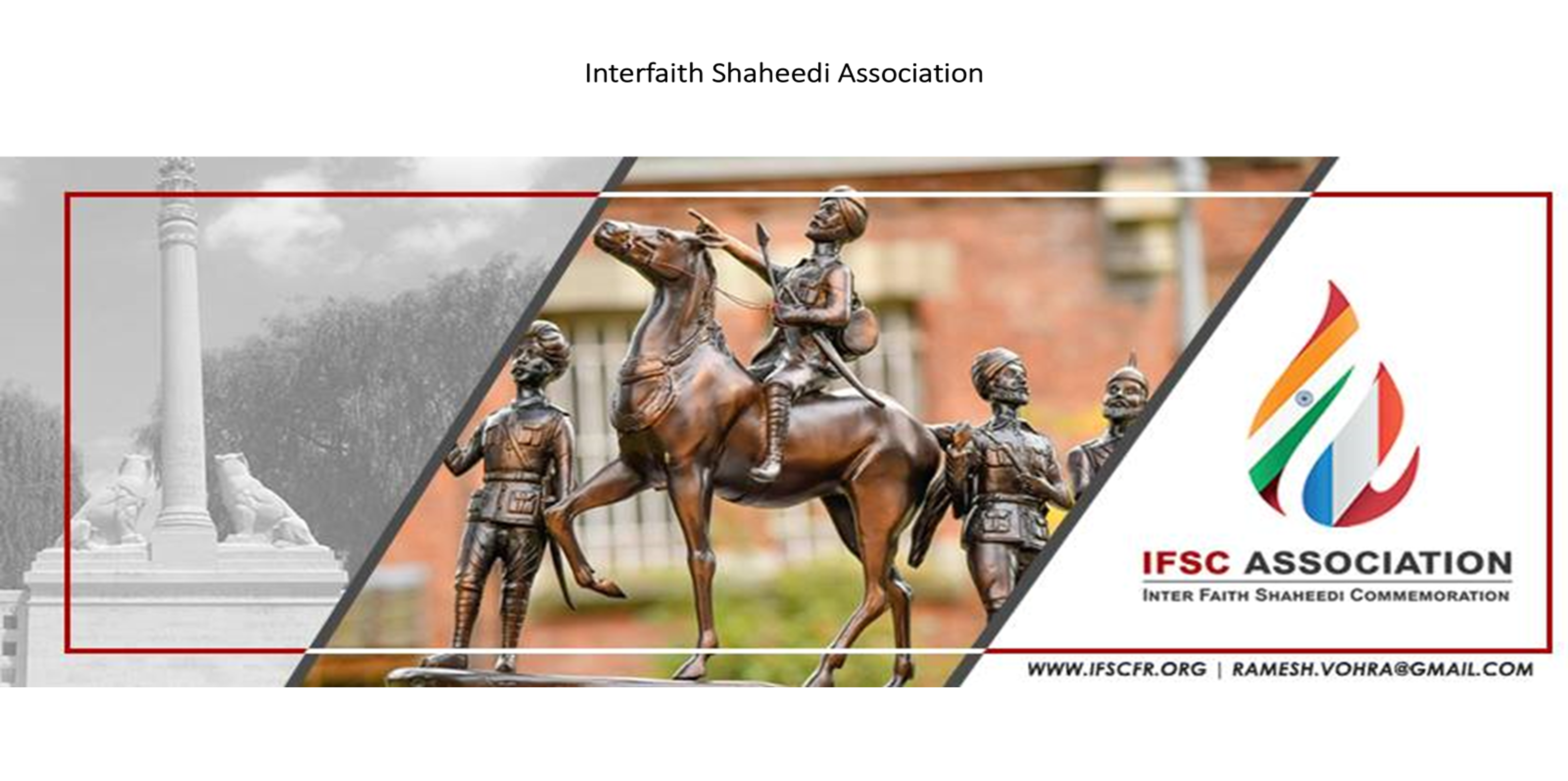
association [https://www.ifscfr.org/ IFSC

Dès 1974, Ramesh Chander Vohra crée une association culturelle, R.K Association, visant à promouvoir la culture indienne en France. À travers des projections de films Bollywood, des documentaires et des événements culturels, il cherche à améliorer la perception de l’Inde en France. Il organise également des expositions et des spectacles, comme Bollywood Dreams, pour faire découvrir la richesse culturelle de l’Inde au public français.

### Entrepreneur dans la restauration
Dans les années 1980, Ramesh Chander Vohra se lance dans l’entrepreneuriat en ouvrant les restaurants indiens emblématiques AASHA et Sapna à Paris. Ces établissements offrent une expérience culinaire unique, combinant gastronomie indienne, musique classique et danses traditionnelles en direct. Ces restaurants deviennent rapidement des lieux incontournables pour la communauté indienne et les amateurs de cuisine indienne en France.

### Commémoration des soldats indiens en France

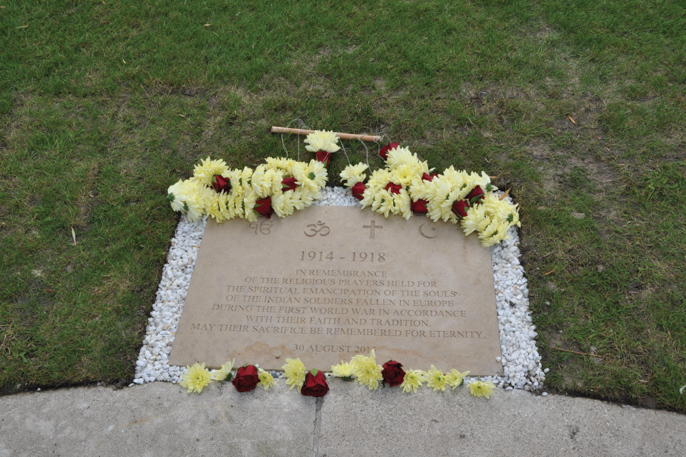
pierre commémorative de la prière SHANTI

Depuis 2010, Ramesh Chander Vohra s’investit activement dans la reconnaissance des soldats indiens ayant combattu en France lors de la Première Guerre mondiale. Il organise des cérémonies commémoratives, notamment les SHANTI prières au Mémorial de Neuve-Chapelle le 30 Août 2015, en hommage aux 4 700 soldats indiens tombés en France en collaboration avec le CWGC et la ville de Richebourg. 
Il visualise, dessine et supervise de manière indépendante la conception, ainsi que la fabrication en Inde, l'exportation et l'installation de statues commémoratives dans plusieurs villes françaises qui ont servi de champ de bataille lors que la Première guerre mondiale .

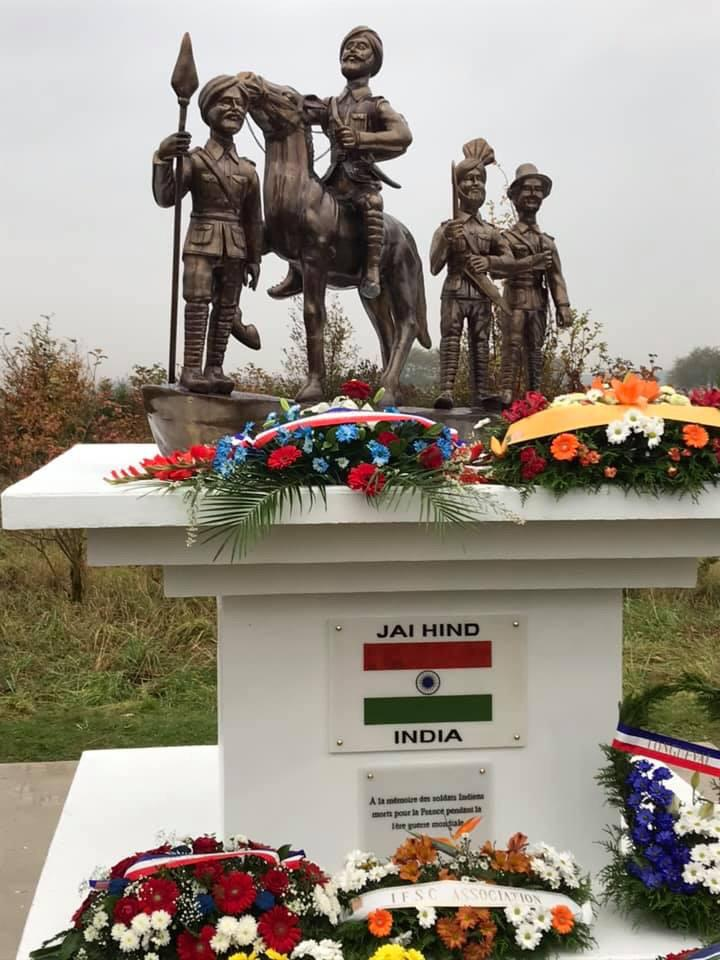
Statues installées sur plusieurs sites historiques afin d’honorer le courage et le sacrifice des soldats indiens durant la Première Guerre mondiale.

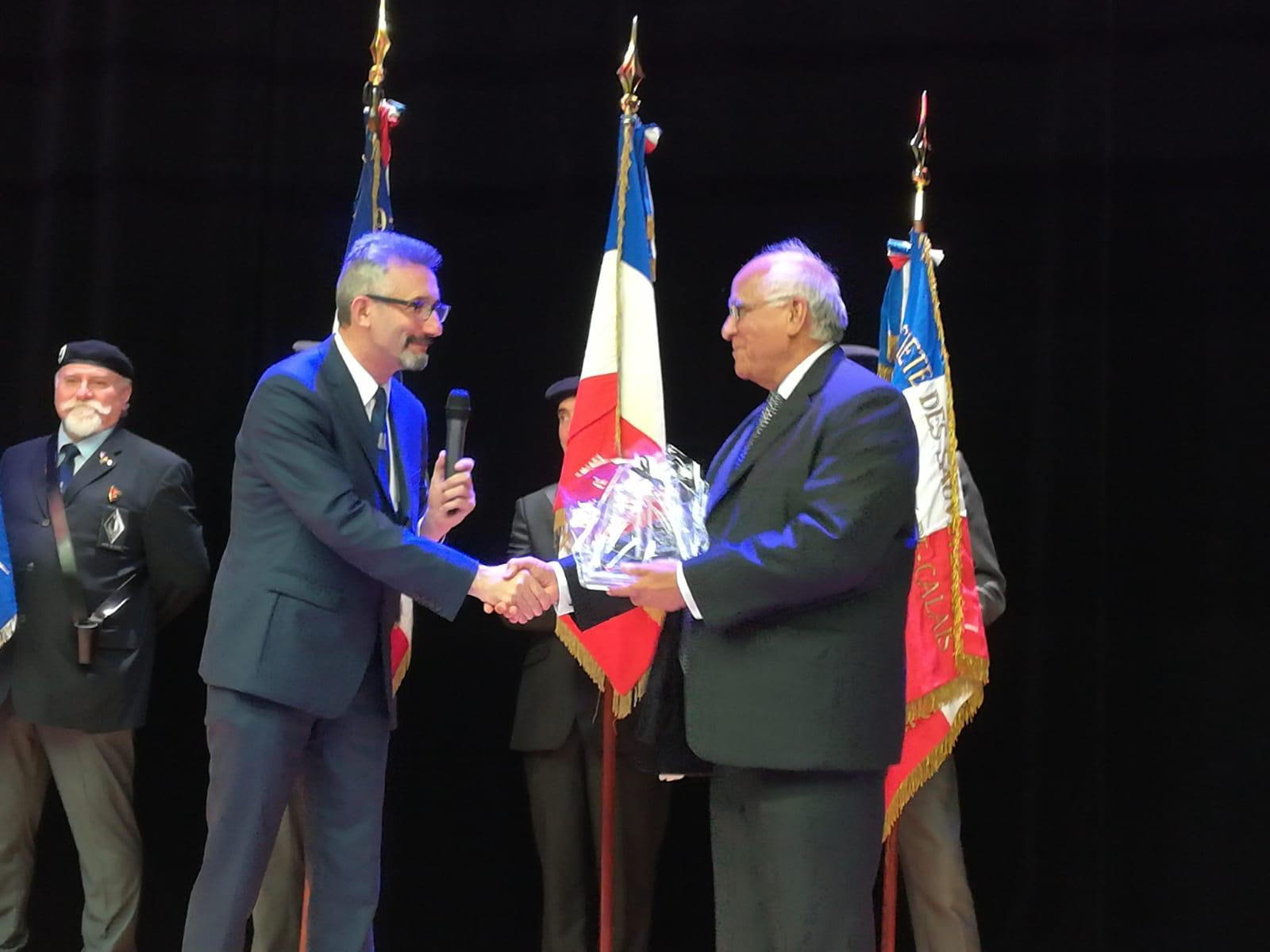
Honoré par Willy Breton, Président-Fondateur de la Fédération du Mémorial l'Organisation du traité de l'Atlantique nord (OTAN) à Fréthun

Depuis 2016, grâce à son dévouement indéfectible et à son initiative personnelle, il a dirigé l’inauguration de ces mémoriaux honorant les soldats indiens de la Première Guerre mondiale. Sans soutien extérieur, ces hommages témoignent de son engagement et de sa persévérance.
En 2019, il a dirigé l’inauguration d’une statue en bronze à Merville, en hommage aux soldats indiens de la Première Guerre mondiale, un projet soutenu par les autorités locales et internationales.

### Cinéma et littérature

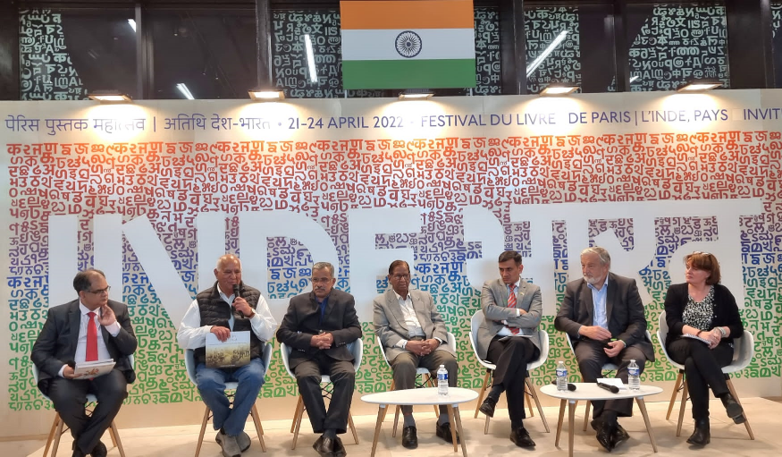
Présentation du livre l'ombre de l'histoire au Festival internationale du Livre de Paris

Ramesh Chander Vohra est également cinéaste et écrivain. Il travaille actuellement sur un documentaire intitulé Man of a Kind Heart, qui retrace son parcours inspirant. Il a également écrit un scénario de film, Chhote-Bawri, inspiré de l’histoire vraie d’un soldat indien prisonnier de guerre en Allemagne pendant la Première Guerre mondiale.

### Engagement humanitaire

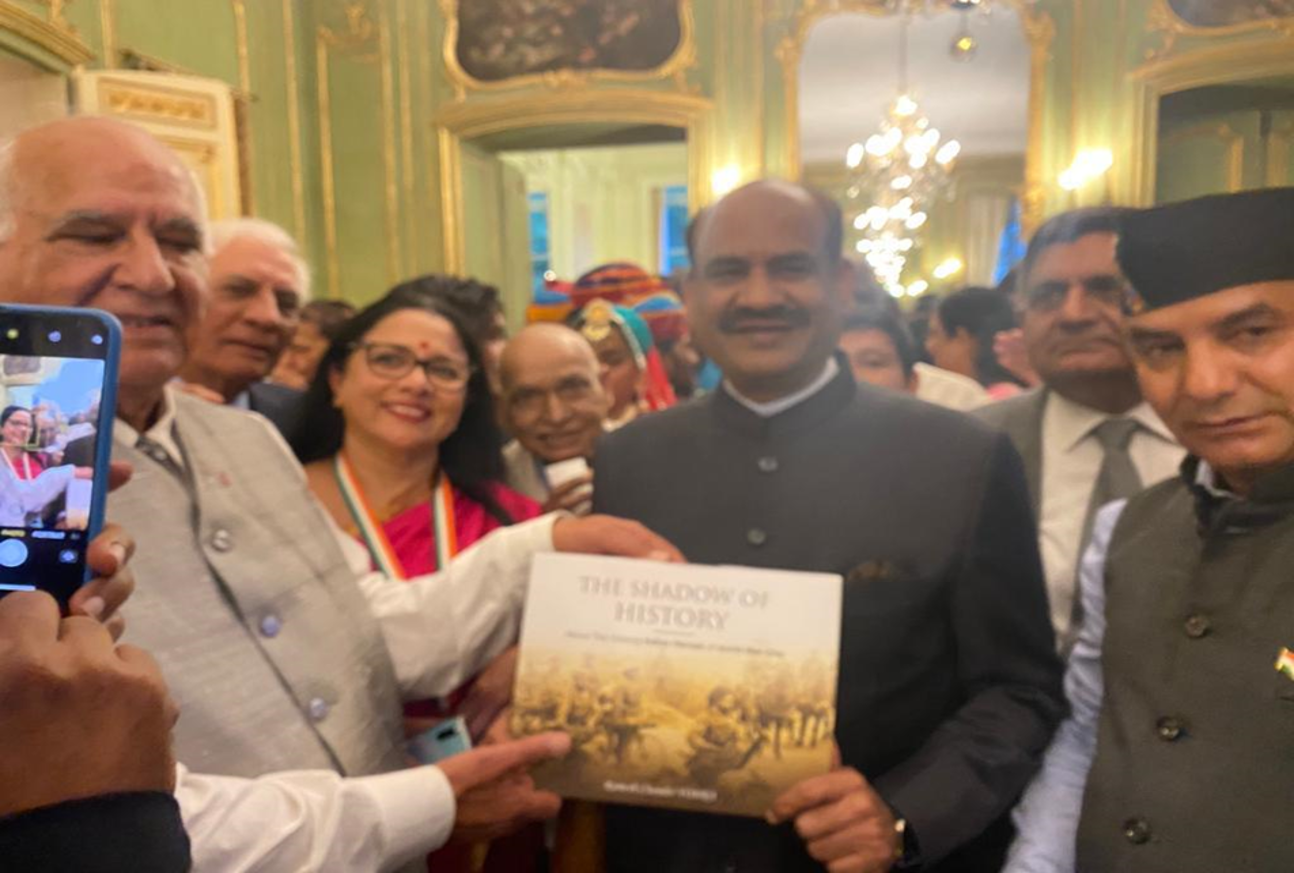
Dédicace du livre : L'ombre de l'histoire avec Sh. OM BIRLA le président du Lok Sabha

En plus de ses activités culturelles et mémorielles, Ramesh Chander Vohra s’engage dans des causes humanitaires. Il fonde l’école MY School à Panipat, en Inde, pour offrir une éducation aux enfants travailleurs. Il soutient également les travailleurs migrants en France et promeut les droits des Indiens expatriés.

## Distinctions et reconnaissances

### En Inde
- Meilleur Scout du Pendjab : À l’âge de 16 ans, Ramesh Chander Vohra est honoré par le président indien Sarvepalli Radhakrishnan pour son leadership et son dévouement au service des autres[6].

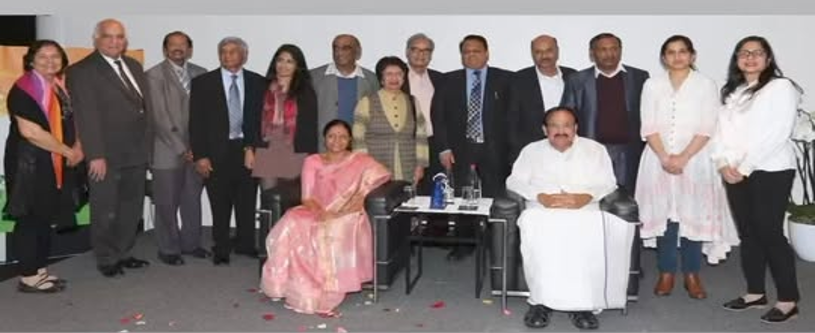
Réunion à la résidence de S.E. en l'honneur du Vice-président de l'Inde

- Réunion à la résidence de S.E. en l'honneur du Vice-président de l'IndeDons de sang bénévoles : À 14 ans, il est honoré par le gouverneur du Pendjab pour ses nombreux dons de sang, illustrant son engagement humanitaire précoce[18].

### Distinctions internationales
- Sénégal : Le président Abdoulaye Wade lui décerne une distinction pour son travail exceptionnel dans les causes humanitaires[19].
- République démocratique du Congo : L’Église de Yangambi lui rend hommage pour ses services essentiels aux populations locales[20].
- Royaume-Uni : Il est honoré par Sunil Chopra, maire du borough londonien de Southwark, en présence de quatre lords, pour son engagement envers l’Inde et la promotion de son patrimoine culturel[21].

### En France

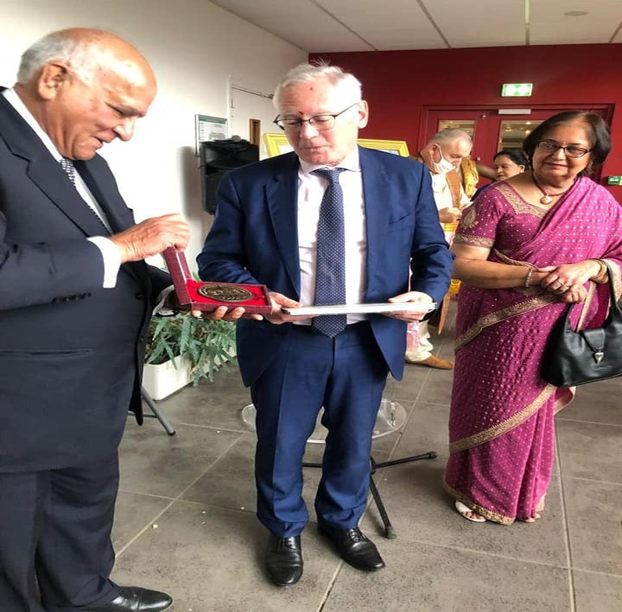
reconnaissance du maire de Cergy-Pontoise

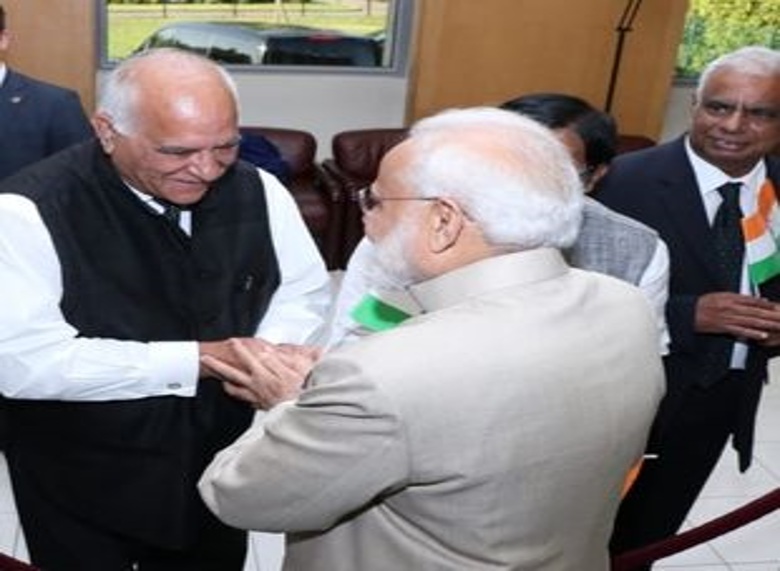

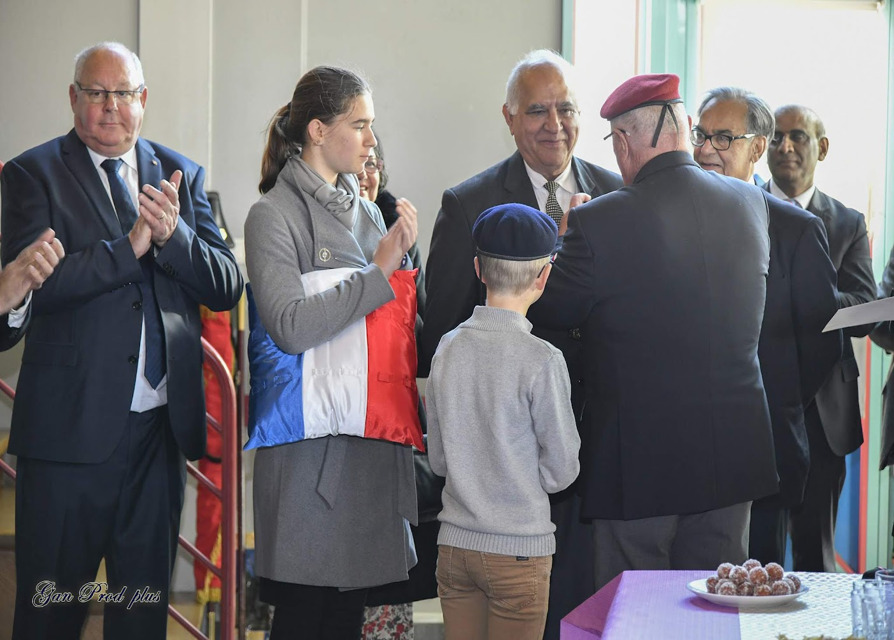
Fondateur et Président Honoré par Le Maire de Richebourg une ville champ de bataille le 11-11-2016 par le Président des Associations d'Anciens Combattants du Nord-Pas-de-Calais.

- reconnaissance du maire de Cergy-PontoiseCergy-Le-Haut : Le maire Jean-Paul Jeandon met en avant son engagement mémoriel en inaugurant son exposition L’Ombre de l’Histoire, une collection de 30 tableaux exposés à l’hôtel de ville[22].Fondateur et Président Honoré par Le Maire de Richebourg une ville champ de bataille le 11-11-2016 par le Président des Associations d'Anciens Combattants du Nord-Pas-de-Calais.Frethun : L’archiduc et l’archiduchesse d’Autriche, prince et princesse de Toscane, ainsi que Willy Breton, président de la Fondation OTAN de Frethun, reconnaissent ses efforts pour commémorer les soldats indiens ayant combattu en France[23].

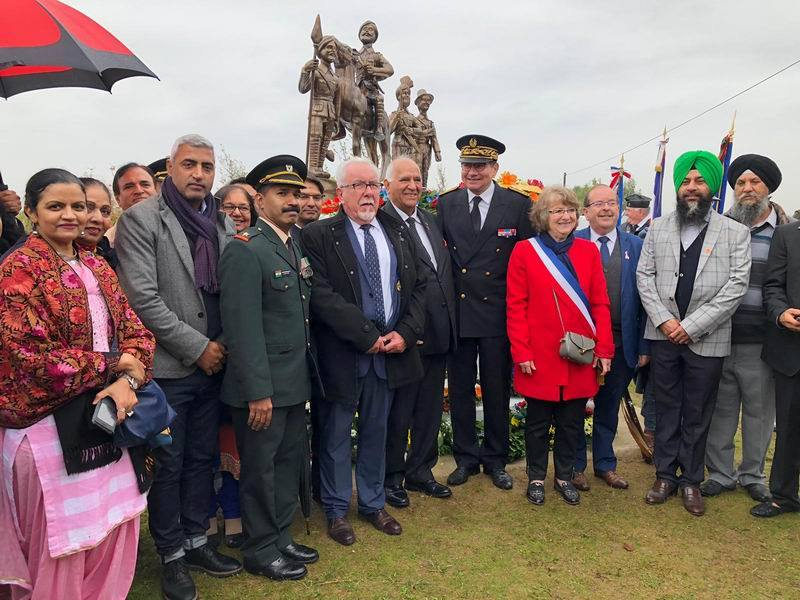
Le sous-préfet de Péronne et la délégation de l'ambassade de l'Inde

- Le sous-préfet de Péronne et la délégation de l'ambassade de l'IndeRichebourg : Le maire Gérard Delahey et le maire de Neuve-Chapelle, Ronald Lieven, reconnaissent son projet d’installation d’un mémorial en bronze de 11 tonnes, en présence de l’ambassadeur de l’Inde en France, Mohan Kumar, et du directeur de la Commonwealth War Graves Commission (CWGC)[24].
- Laventie : Il est honoré par le maire Philippe Boonaert et le lieutenant-général Syed Atta Hasnain pour la création d’un mémorial commémoratif en bronze et la plantation d’un "Arbre de l’Amitié"[25].
- Longueval : Le maire Jany Fournier l’honore pour l’érection d’une stèle en hommage aux soldats indiens de la Première Guerre mondiale et la plantation d’un "Arbre de l’Amitié"[26].
- Merville : Le maire Joël Duyck et Sardar Iqbal Singh, ancien gouverneur de Puducherry, reconnaissent son rôle dans l’organisation de trois jours de commémorations et l’installation d’une stèle mémorielle[27].

## Galerie

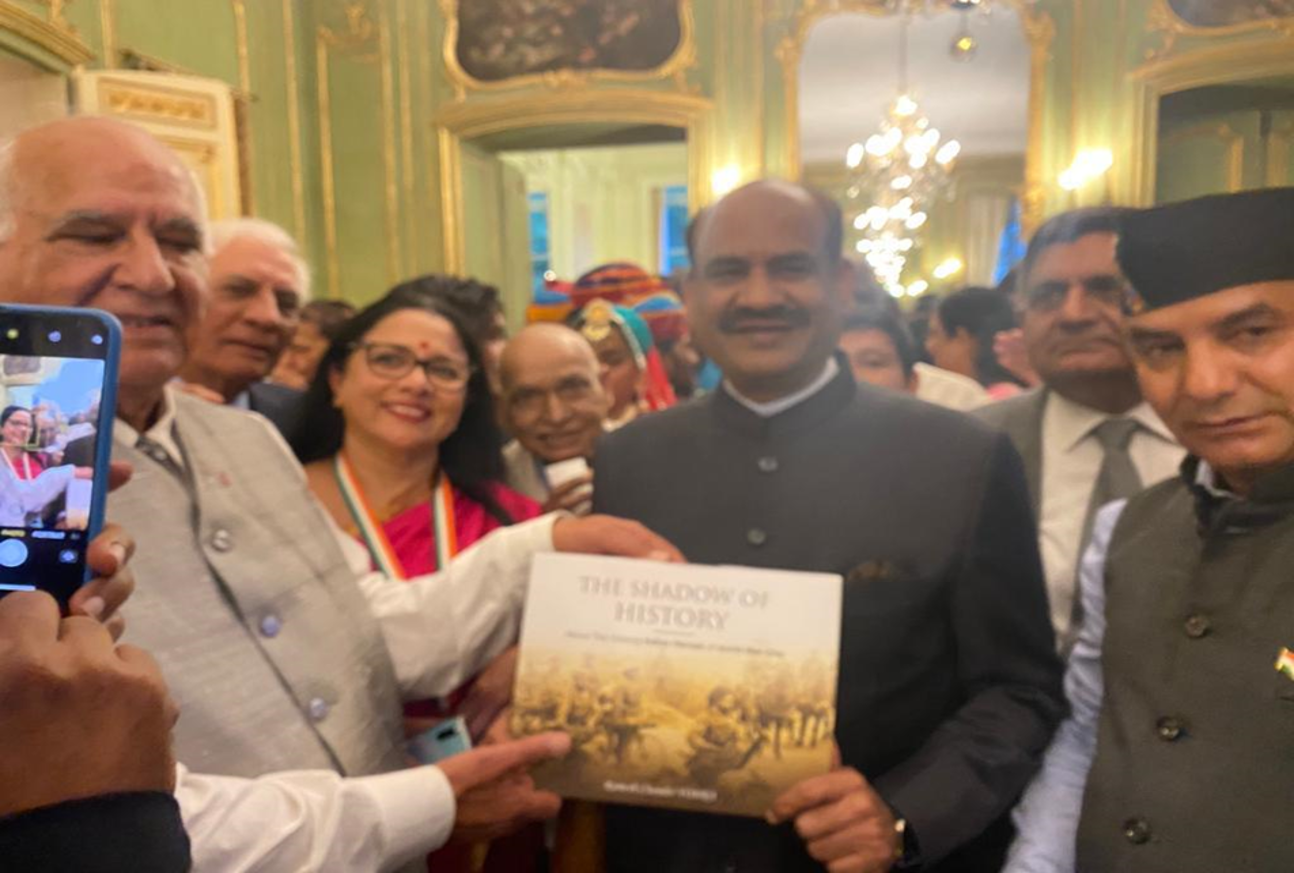
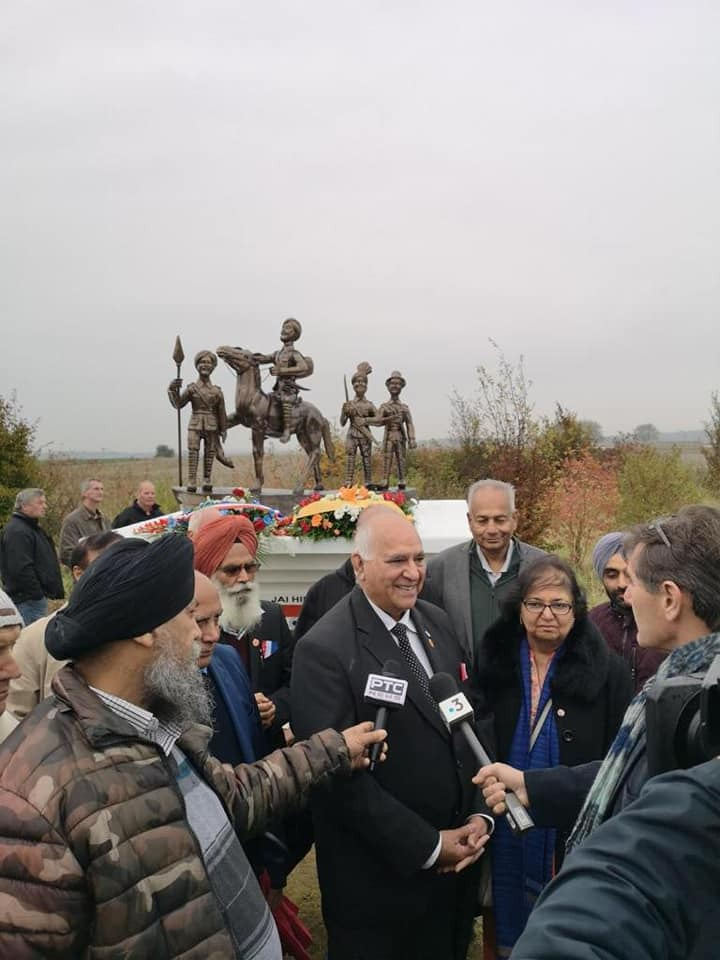
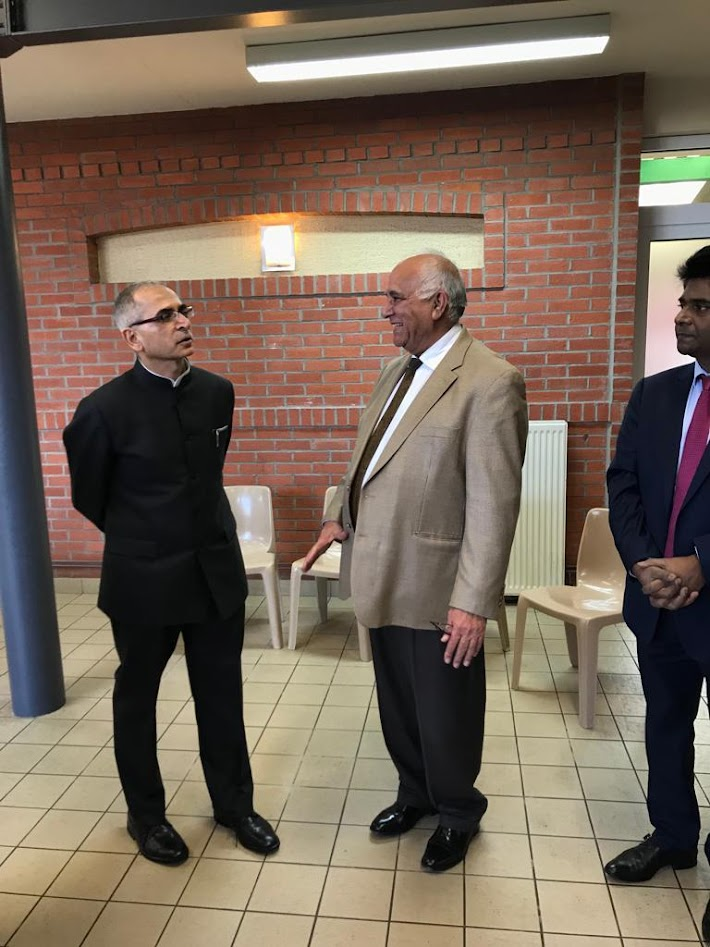
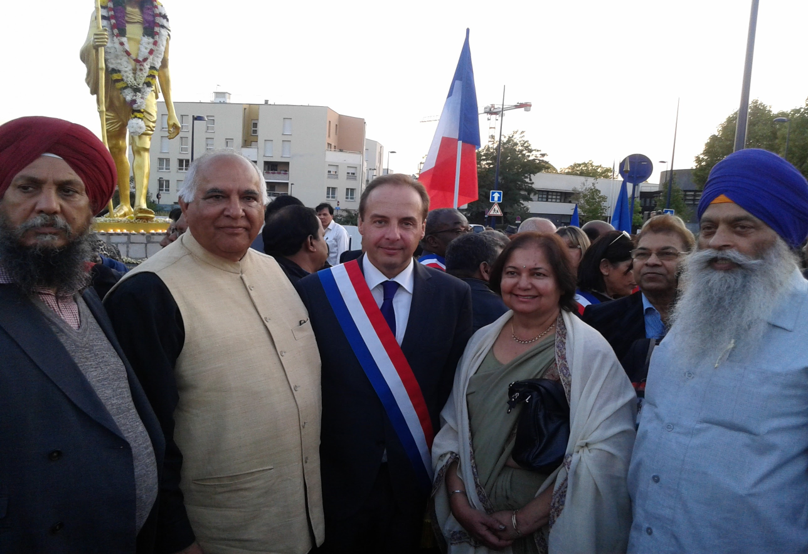